# Lespesia ferruginea
Lespesia ferruginea là một loài ruồi trong họ Tachinidae.